# Фрібургенсе
«Фрібургенсе» (порт. Friburguense) — бразильський футбольний клуб, який базується в місті Нова Фрібурго, штат Ріо-де-Жанейро. Заснований 14 березня 1980 року.